# Creagrutus menezesi
Creagrutus menezesi är en fiskart som beskrevs av Richard P. Vari och Edgar von Harold 2001. Creagrutus menezesi ingår i släktet Creagrutus och familjen Characidae. Inga underarter finns listade i Catalogue of Life.